# Dody Roach
Felix D. "Dody" Roach  (3 mei, 1937 - 7 september, 2004) was een professionele pokerspeler uit de Verenigde Staten. Hij heeft twee World Series of Poker titels op zijn naam staan. Zijn eerste titel won hij tijdens de World Series of Poker 1981 in het $1.000 No Limit Hold'em-toernooi. Voor zijn tweede titel, vijftien jaar later, versloeg hij Men Nguyen.
In 1982 bereikte hij de finaletafel van het Main event. Roach eindigde als 6e en de titel ging naar Jack Straus.

## World Series of Poker bracelets
| Jaar | Toernooi                | Prijs    |
| ---- | ----------------------- | -------- |
| 1981 | $1.000 No Limit Hold'em | $81.000  |
| 1996 | $1.500 Limit Omaha      | $102.600 |